# .ph
A .ph a Fülöp-szigetek internetes legfelső szintű tartomány kódja. A végződés népszerűsége a telefon angol írásmódjának köszönhető

## Háttér
A dotPH kezeli és karbantartja az ország internetes tartományát. Nem csak helybeliek regisztrálhatnak címet. A világ számos pontjáról jönnek regisztrációs kérelmek a nemzetközi Network Solution, Register.com, Ascio Techno.ogies a helyi vállalatolig, mint a PLDT, a Globe és a Pacific Internet.
A háttércsapat már 1989-ben, 5 évvel országuk csatlakoztatása előtt kapcsolatban állt az internettel.
2000-ben a világon elsőként vezették be az Osztott Regisztrációs Rendszert.